# Adultesa

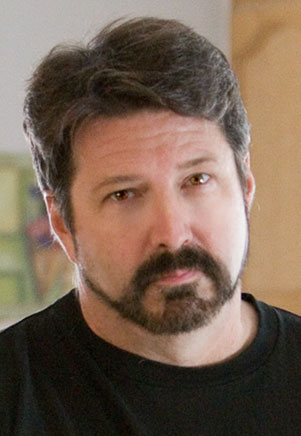
Home adult

L'adultesa és el període de la vida de l'individu que segueix l'adolescència o pubertat. En aquesta, ha assolit el seu màxim desenvolupament biològic; ha crescut i és capaç de reproduir-se. S'aplica a qualsevol espècie, especialment als animals.

## Edat adulta biològica
Històricament i interculturalment, l'edat adulta ha estat determinada principalment per l'inici de la pubertat (l'aparició de característiques sexuals secundàries com la menstruació i el desenvolupament dels pits en les dones, l'ejaculació, el desenvolupament del pèl facial i una veu més profunda en els homes, i pèl púbic en ambdós sexes). En el passat, una persona normalment passava de l'estatus de nen directament a l'estatus d'adult, sovint amb aquest canvi marcat per algun tipus de prova o cerimònia de la majoria d'edat. Durant la Revolució Industrial, els nens van anar a treballar tan aviat com van poder per ajudar a mantenir les seves famílies. No hi havia un gran èmfasi en l'escola o l'educació en general. Molts nens podien trobar feina i no se'ls exigia experiència com els adults avui dia.
Després de la creació del constructe social de l'adolescència, l'edat adulta es va dividir en dues formes: l'edat adulta biològica i l'edat adulta social. Així, ara hi ha dues formes principals d'adults: els adults biològics (persones que han aconseguit la capacitat reproductiva, són fèrtils o que presenten característiques sexuals secundàries) i els adults socials (persones reconegudes per la seva cultura o llei com a adults). Segons el context, els adults poden indicar qualsevol definició. Un altre aspecte de l'edat adulta que és relativament nou és el funcionament psicològic. Segons Jeffrey Arnett, els adults poden prendre decisions financeres per si mateixos, són financerament independents i són capaços de prendre decisions de vida difícils per si mateixos.
Encara que pocs o cap diccionari establert ofereix una definició per al terme de dues paraules adult biològic, la primera definició d'adult en múltiples diccionaris inclou "l'etapa del cicle vital d'un animal després d'haver aconseguit la capacitat reproductiva". Així, la definició bàsica de la paraula adult és el període que comença amb la maduresa sexual física, que es produeix en algun moment després de l'inici de la pubertat. Tot i que aquesta és la definició principal de la paraula base "adult", el terme també s'utilitza amb freqüència per referir-se a adults socials. El terme adult biològic de dues paraules subratlla o aclareix que s'està utilitzant la definició original, basada en la maduresa física (és a dir, haver assolit la competència reproductiva).
El moment de la pubertat varia d'un nen a un altre, però normalment comença entre els 10 i els 12 anys. Les noies solen començar el procés de pubertat als 10 o 11 anys, i els nois als 11 o 12 anys. Les noies generalment completen la pubertat als 15-17 anys, i els nois als 16 o 17 anys. La nutrició, la genètica i el medi ambient també solen tenir un paper en l'inici de la pubertat. Les noies passaran per un esporàdic de creixement i augmentaran de pes en diverses zones del seu cos. Els nois passaran per ritmes de creixement similars, tot i que normalment no tenen un estil o un període similars. Això es deu als processos naturals de la pubertat, però la genètica també juga un paper en la quantitat de pes que guanyen o quanta més alçada aconsegueixen.
Una àrea de debat recent dins de la ciència del desenvolupament del cervell és l'edat cronològica més probable per a la plena maduresa mental, o de fet, si fins i tot aquesta edat existeix. Les afirmacions habituals repetides als mitjans des del 2005 (basades en interpretacions de dades d'imatge) han suggerit habitualment un "punt final" de 25, referint-se a l'escorça prefrontal com una àrea que encara no està totalment madura als 18 anys. Tanmateix, això es basa en una interpretació d'un estudi d'imatge cerebral de Jay Giedd, que es remunta a l'any 2004 o 2005, on els únics participants tenien fins a 21 anys, i Giedd va suposar que aquest procés de maduració es faria a l'edat de 25 anys, mentre que estudis més recents mostren que la maduració de l'escorça prefrontal continua molt més enllà dels 30 anys, marcant aquesta interpretació com a incorrecta i obsoleta.

## Construcció social de l'edat adulta
En contrast amb les perspectives biològiques de l'envelliment i l'edat adulta, els científics socials conceptualitzen l'edat adulta com una construcció social. Si bé l'envelliment és un procés biològic establert, l'assoliment de l'edat adulta és social en els seus criteris. En contrast amb altres perspectives que conceptualitzen l'envelliment i l'assoliment de l'edat adulta com un desenvolupament en gran manera universal, independentment del context, nació, generació, gènere, raça o classe social. Els científics socials consideren aquests aspectes primordials en les definicions culturals de l'edat adulta.
Una altra evidència de l'edat adulta com a construcció social s'il·lustra amb els criteris canviants de l'edat adulta al llarg del temps. Històricament, l'edat adulta als Estats Units s'ha mantingut en completar l'educació, allunyar-se de la família d'origen i començar la seva carrera. Altres criteris històrics clau inclouen contraure matrimoni i convertir-se en pare. Aquests criteris són socials i subjectius; s'organitzen per gènere, raça, ètnia, classe social, entre altres marcadors d'identitat clau. Com a resultat, poblacions particulars se senten adultes més aviat al llarg de la vida que altres.
Les experiències contemporànies i la investigació sobre els adults joves d'avui substitueixen criteris més aparentment subjectius per a l'edat adulta que ressonen més profundament amb les experiències d'envelliment dels adults joves. Els criteris estan marcats per una "importància creixent dels criteris individualistes i la irrellevància dels marcadors demogràfics de les concepcions normatives de l'edat adulta". En particular, l'assoliment de l'edat adulta de les cohorts més joves se centra en tres criteris: obtenir un sentit de responsabilitat, independent presa de decisions i independència financera.
Jeffrey Arnett, psicòleg i professor de la Universitat Clark de Massachusetts, va estudiar el desenvolupament dels adults i argumenta que hi ha un període de desenvolupament nou i diferent entre l'adolescència i l'edat adulta. Aquesta etapa, que ell anomena "edat adulta emergent", es produeix entre els 18 i els 25 anys. Arnett descriu aquests individus com a capaços d'assumir una mica de responsabilitat per les seves vides, però encara no se senten del tot com a adults. Arnett articula cinc trets diferents que són únics d'aquest període de desenvolupament: exploració de la identitat, sentiment entremig, inestabilitat, autoenfocament i possibilitats.
La primera funció, l'exploració de la identitat, descriu els adults emergents que prenen decisions per si mateixos sobre la seva carrera, educació i vida amorosa. Aquest és un moment de la vida en què un jove encara no ha finalitzat aquestes decisions, però les està reflexionant, fent-lo sentir a un lloc entre l'adolescent i l'adult. Això condueix a una segona característica d'aquesta fase de la vida: la sensació intermèdia. Els adults emergents senten que estan assumint responsabilitats, però encara no se senten com un adult "complet". A continuació, la funció d'inestabilitat assenyala que els adults emergents sovint es mouen després dels anys de secundària, ja sigui a la universitat, a les cases dels amics o vivint amb una parella romàntica. Aquest desplaçament sovint s'acaba un cop s'ha establert la família i la carrera de l'individu. L'etiquetatge juntament amb la funció d'inestabilitat és tenir autoenfocament. Els adults emergents, que estan allunyats de les seves rutines parentals i socials, ara poden fer el que volen quan volen i on volen abans que tornin a la rutina quan comencen un matrimoni, una família i una carrera professional. L'últim tret d'Arnett de l'edat adulta emergent, una edat de possibilitats, caracteritza aquesta etapa com una on "regna l'optimisme". Aquestes persones creuen que tenen moltes possibilitats de sortir millor que els seus pares.

## Maduresa cultural
Els humans tenen un procés maduratiu més llarg que la majoria d'animals i triguen més a ser individus autosuficients. El període d'aprenentatge és en general més complex i depèn de cada cultura i societat, ja que inclou la socialització en la comunitat d'origen. Ser adult implica poder viure de manera independent i decidir la pròpia vida. En moltes cultures, el pas a la vida adulta se celebra amb un ritu de pas específic.
Legalment, es considera que un humà és adult quan ha assolit la majoria d'edat, un límit legal que varia segons els països, per exemple a l'estat espanyol és als divuit anys. Inclou responsabilitats, com la possibilitat de votar i participar activament en la vida comunitària o la de respondre pels delictes i anar a la presó.